# Thierry Valéro
Pas d'image ? Cliquez ici

a Compétitions nationales et continentales officielles uniquement.

b Matchs officiels uniquement.
Thierry Valéro, né le 10 juin 1966, est un joueur de rugby à XIII dans les années 1980 et 1990. Il occupe le poste de talonneur ou de troisième ligne.
Il joue pour Lézignan, le club de Pamiers en 1988 avec Marc Tisseyre et Jacques Moliner puis de nouveau Lézignan où il est titulaire régulier et dispute notamment la finale de la Coupe de France en 1999.
Fort de ses performances en club, il est sélectionné à vingt-quatre reprises en équipe de France entre 1989 et 1995 où il y est la référence au poste de talonneur ou de troisième ligne. Il dispute ainsi la Coupe du monde 1989-1992 et 1995.

## Palmarès
- Collectif :
  - Finaliste de la Coupe de France : 1999 (Lézignan).

### Détails en sélection
| 1.  | 21 janvier 1989  | Grande-Bretagne           | 10-26 | Test-match     | Talonneur       | - | - | - | - |
| 2.  | 5 février 1989   | Grande-Bretagne           | 8-30  | Test-match     | Talonneur       | - | - | - | - |
| 3.  | 18 mars 1990     | Grande-Bretagne           | 4-8   | Test-match     | Talonneur       | - | - | - | - |
| 4.  | 7 avril 1990     | Grande-Bretagne           | 25-18 | Test-match     | Talonneur       | - | - | - | - |
| 5.  | 27 juin 1990     | Australie                 | 2-34  | Test-match     | Troisième ligne | - | - | - | - |
| 6.  | 2 décembre 1990  | Australie                 | 4-60  | Test-match     | Talonneur       | - | - | - | - |
| 7.  | 9 décembre 1990  | Australie                 | 10-34 | Coupe du monde | Talonneur       | - | - | - | - |
| 8.  | 27 janvier 1991  | Grande-Bretagne           | 10-45 | Coupe du monde | Talonneur       | - | - | - | - |
| 9.  | 16 février 1991  | Grande-Bretagne           | 4-60  | Test-match     | Talonneur       | - | - | - | - |
| 10. | 13 juin 1991     | Nouvelle-Zélande          | 6-60  | Test-match     | Talonneur       | - | - | - | - |
| 11. | 23 juin 1991     | Nouvelle-Zélande          | 10-32 | Coupe du monde | Talonneur       | - | - | - | - |
| 12. | 16 février 1992  | Grande-Bretagne           | 12-30 | Test-match     | Talonneur       | - | - | - | - |
| 13. | 7 mars 1992      | Grande-Bretagne           | 0-36  | Coupe du monde | Talonneur       | - | - | - | - |
| 14. | 22 mars 1992     | Pays de Galles            | 6-35  | Test-match     | Talonneur       | - | - | - | - |
| 15. | 21 novembre 1993 | Nouvelle-Zélande          | 11-36 | Test-match     | Remplaçant      | - | - | - | - |
| 16. | 4 mars 1994      | Pays de Galles            | 12-13 | Test-match     | Troisième ligne | - | - | - | - |
| 17. | 26 juin 1994     | Papouasie-Nouvelle-Guinée | 22-29 | Test-match     | Troisième ligne | - | - | - | - |
| 18. | 9 juillet 1994   | Fidji                     | 12-30 | Test-match     | Troisième ligne | - | - | - | - |
| 19. | 4 décembre 1994  | Australie                 | 0-74  | Test-match     | Talonneur       | - | - | - | - |
| 20. | 5 mars 1995      | Pays de Galles            | 10-22 | Coupe d'Europe | Troisième ligne | - | - | - | - |
| 21. | 9 juin 1995      | Nouvelle-Zélande          | 6-22  | Test-match     | Troisième ligne | - | - | - | - |
| 22. | 16 juin 1995     | Nouvelle-Zélande          | 16-16 | Test-match     | Troisième ligne | - | - | - | - |
| 23. | 9 octobre 1995   | Pays de Galles            | 6-28  | Coupe du monde | Troisième ligne | - | - | - | - |
| 24. | 12 octobre 1995  | Samoa                     | 10-56 | Coupe du monde | Troisième ligne | - | - | - | - |